# Jorge Guaymás
Jorge Antonio Guaymás (n. Salta, 17 de octubre de 1959) es un dirigente sindical y político argentino que supo desempeñarse como concejal durante cuatro años y diputado provincial de la Provincia de Salta durante diez años.

## Biografía
A los 16 años su primer trabajo fue en una ferretería. Supo ayudar a su familia en sus tiempos libres vendiendo en las calles frutas, pan, choripanes, helados, siendo sus lugares predilectos en las afueras de los estadios y las escuelas. Luego ingresó como recolector de residuos y chofer de camiones en una empresa recolectora de la Ciudad de Salta. Ahí es donde logra su vinculación sindical.
Desde 1991 fue secretario general por siete periodos consecutivos del sindicato de camioneros.
Entre 2001 y 2005 fue concejal de la ciudad de Salta, compartiendo concejo deliberante con quienes luego serían senadores nacionales o gobernadores como, Cristina Fiore, Nora Giménez y Gustavo Sáenz.
En 2004 fue secretario general de la CGT.
En el año 2005 fue candidato a diputado provincial ese mismo año finaliza la carrera de contador público. Dos años más tarde, Nora Giménez renunció a su cargo de diputada para ser ministra en el gobierno de Juan Manuel Urtubey y Guaymás la reemplazó hasta la finalización de dicho periodo legislativo.
En el año 2009 Jorge se candidateó a diputado provincial por la capital para lograr le reelección y lo logró, renovando su mandato para el periodo 2009-2013.
En 2011 se presenta como candidato a vicegobernador de la Provincia de Salta acompañando al exvicegobernador Walter Wayar en su intento de llegar al sillón de finca las costas. Salieron terceros logrando tan solo el 8,50 % de los votos válidos, muy por detrás de los 59,57 % de Urtubey-Zottos y los 25,12 % de Olmedo-Biella.
En 2013 es nombrado presidente y protesorero nacional del Partido de la Cultura, la Educación y el Trabajo. En dicho año también buscó la rerreelección como diputado provincial. En las PASO de dicho año logró 8690 votos y fue habilitado para competir en las elecciones generales. En las generales obtuvo 14305 votos y obtuvo la banca número diez, de diez bancas que se renovaban.
En 2015 fue precandidato al PARLASUR en representación de UNA que llevaba a Sergio Massa como candidato a presidente y a Alfredo Olmedo como candidato a diputado nacional. Guaymás perdió en las PASO frente a Carlos Zapata y lo secundó en las elecciones generales. Perdieron contra Hernán Hipólito Cornejo, exgobernador de Salta que resultó electo parlamentario.
En 2017 es nombrado secretario general de las 62 organizaciones peronistas. También en dicho año buscó la re-rerreelección, siendo el primer candidato a diputado provincial por su Partido de la Cultura, la Educación y el Trabajo. En las PASO logró 6.813 votos y logró ser habilitado para competir en las generales. En dichas generales obtuvo 10.105 votos pero no fueron suficientes para lograr el piso del 5% de los votos válidos por lo tanto Jorge no logró mantenerse en la cámara de diputados.
En 2019 es nombrado secretario de actas de la federación nacional de trabajadores camioneras y obreros de transporte aumotor de cargas, logísticas y servicios. Además también fue nombrado presidente del Club Camioneros Argentinos del Norte e integrante del consejo auxiliar de la liga salteña de fútbol.
Electoralmente en 2019 Guaymás compitió tanto en las elecciones nacionales como en las provinciales. En las nacionales fue candidato a diputado nacional en primer término, acompañado por Verónica Caliva. Guaymás logró 121.120 votos pero perdió la interna contra Lucas Javier Godoy que logró 174.125 votos dentro de la interna del Frente de Todos. En las generales nacionales Godoy finalmente estuvo acompañado por quien secundó a Guaymás y ambos ingresaron a la Cámara de Diputados de la Nación Argentina.
En las provinciales de dicho año Guaymás fue precandidato a intendente de Salta capital dentro de la interna del Frente de Todos pero no logró imponerse. Obtuvo 5.761 votos y fue superado por el ganador de la interna, David Leiva, y por Gonzalo Quilodrán, Lucio Paz Posse y Walter Wayar.
En 2020, Alberto Fernández lo nombra jefe de la agencia territorial del trabajo dependiente del ministerio de trabajo de la nación.
En 2021 vuelve a ser candidato a diputado nacional por el Frente de Todos, compitiendo en la interna contra Emiliano Estrada y Pamela Calletti. Perdió la interna logrando 53.921 votos contra los 118.629 de Estrada. Finalmente fue el tercer candidato a diputado nacional del Frente de Todos el espacio accedió a 2 de las 3 bancas en juego.
En 2023conformar Avancemos a nivel provincial y participó del acto de lanzamiento finalmente dijo apoyar a Emiliano Durand. A nivel nacional en junio logró firmar como precandidato al Parlasur en la lista de diputados encabezada por Pablo Outes y Yolanda Vega y a la Dra Kitty Blanco como la cuarta candidata de dicha lista. Guaymás ganó la interna del frente UxP.